# Schlagzahluhr

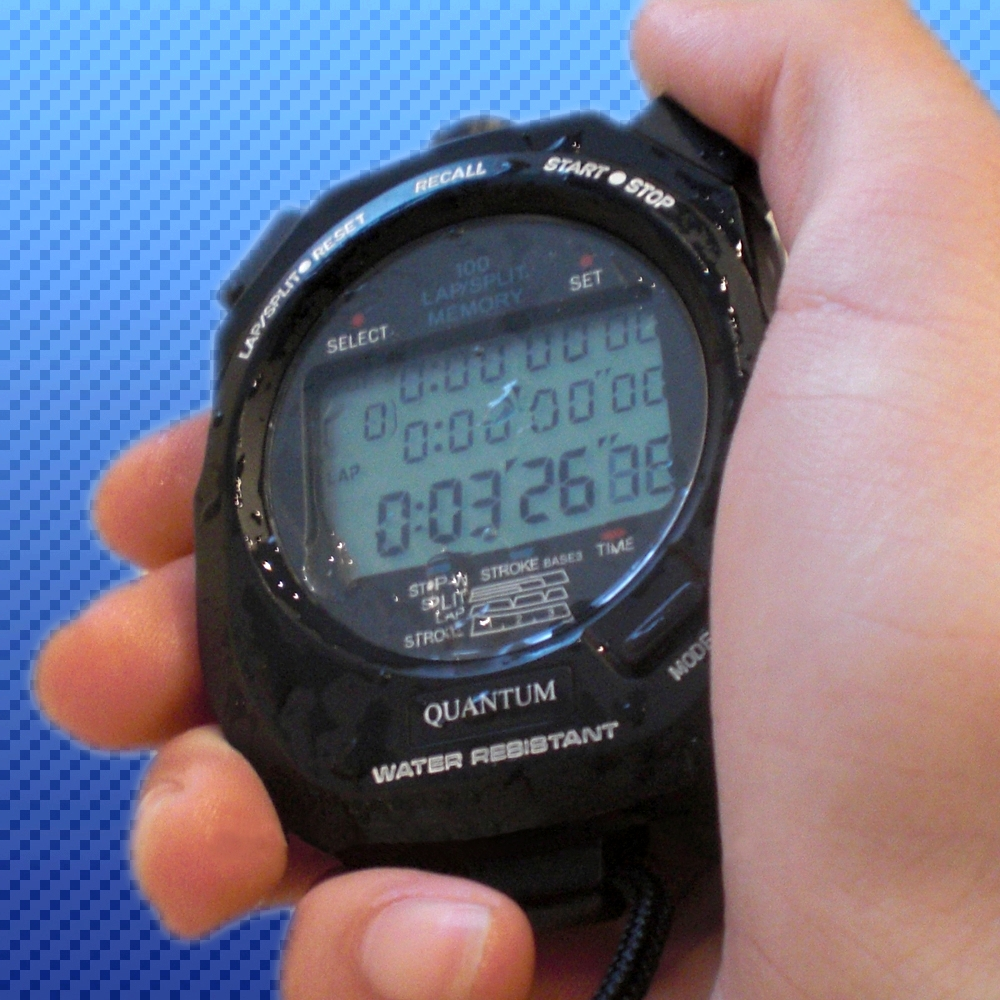
Schlagzahluhr zur manuellen Bedienung durch einen Trainer

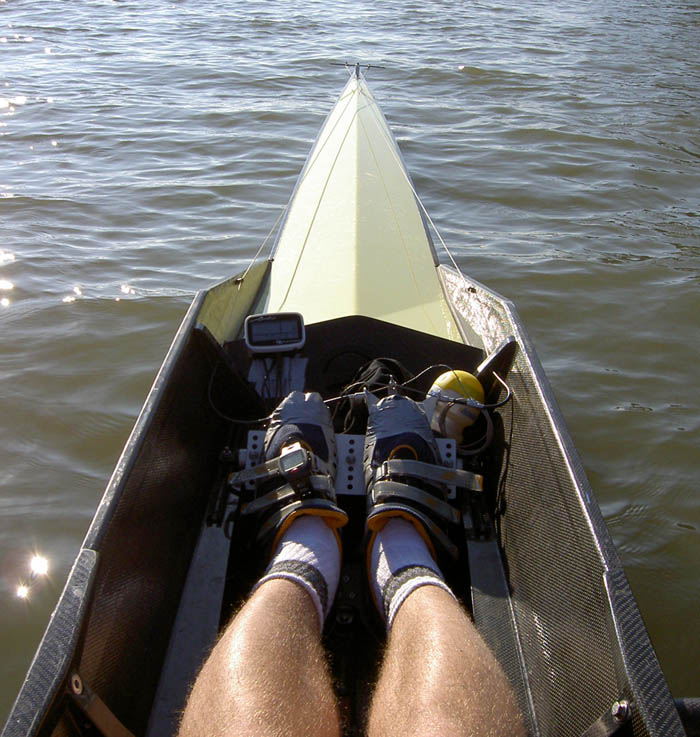
Schlagzahluhr in einem Ruderboot (Display über der linken Fußspitze). Diese Uhr muss nicht aktiv vom Sportler bedient werden.

Schlagzahluhren (englisch stroke timer) sind Digitaluhren, die meist im Leistungssportbereich von Wassersportarten mit zyklischem Bewegungsablauf zum Feststellen einer Schlagzahl benutzt werden. Wassersportarten, in denen Schlagzahluhren zum Einsatz kommen sind der Rudersport, der Kanurennsport, Drachenbootsport und das Schwimmen.

## Funktionsweise
Die Schlagzahl (auch Schlagfrequenz), mit der ein Sportler einen zyklischen Bewegungsablauf ausführt, wird in der Einheit spm (englisch strokes per minute ‚Schläge pro Minute‘) gemessen. Dazu wird die Zeitdauer für die Wiederholung von meist drei Bewegungszyklen gemessen und daraus durch das Gerät die Schlagzahl ermittelt. Typische Werte für die Schlagzahl hängen von Sportart und Einsatzgebiet an:
- Rudersport: 15 bis 45 spm[3]
- Kraulschwimmen: 75 bis 120 spm (häufig als Zyklusdauer zwischen 1,6 und 1,0 s bezeichnet)[4]
- Kanusport: 70 bis 140 spm
- Drachenbootsport: 100 spm und mehr

Der Sportler kann bei der Nutzung der Uhr die Schlagzahl nicht selbst aktiv messen, da dies zu stark vom Sport ablenken würde. Die Schlagzahl wir daher entweder durch einen Trainer ermittelt, der sich in unmittelbarer Nähe zum Sportler befindet, oder durch die Uhr selbst anhand geeigneter Sensoren am Sportgerät. Neben spezialisierten Geräten wird die Schlagzahluhr-Funktion unterdessen auch durch verschiedene Smartphone-Apps ermöglicht, so dass für sporadische Einsatzzwecke keine spezialisierte Hardware mehr angeschafft werden muss.
Neben der Schlagzahluhr für Trainer, die Ähnlichkeiten mit konventionellen Stoppuhren aufweist, existieren insbesondere im Rudersport verschiedene Modelle für die Nutzung durch den Sportler im Boot selbst. Anhand von Magnet- oder Beschleunigungssensoren wird dabei die Schlagzahl durch die Uhr gemessen und auf einem Display in der Nähe des Stemmbrettes im Blickfeld des Sportlers oder am Platz des Steuermannes angezeigt. Auf dem Ruderergometer ist keine zusätzliche Schlagzahluhr notwendig, da die Funktionalität üblicherweise schon im Gerät integriert ist.
Ferner verfügen Schlagzahluhren auch über eine Stoppuhr-Funktion zum Messen von Runden- oder Zwischenzeiten. Einige Modelle erlauben auch die Verarbeitung von GPS-Signalen zur Berechnung von Geschwindigkeiten und zurückgelegten Distanzen.